# Bezděčí u Trnávky
Bezděčí u Trnávky é uma comuna checa localizada na região de Pardubice, distrito de Svitavy.